# About a Boy (TV serija)
About a Boy je ameriška TV-serija, snemana z eno kamero. Ustvaril jo je Jason Katims. Serija je na osnovi knjige, ki jo je napisal Nick Hornby. Desetega januarja 2014 je program NBC objavil razpored, da se bo serija About a Boy začela predvajati 22. februarja po olimpijskih igrah.

## Opis
Uspešen pisec besedil in diplomirani Will Freeman živi brezskrbno življenje kot "ultimatni moški-otrok". Njegov popoln svet se obrne na glavo, ko se mama Fiona in njen 11-letni sin Marcus preselita v sosesko in postaneta Willova soseda.

## Igralci

### Glavni
- David Walton kot Will Freeman
- Minnie Driver kot Fiona Bowa
- Benjamin Stockham kot Marcus Bowa
- Al Madrigal kot Andy

### Stranski
- Annie Mumolo kot Laurie
- Leslie Bibb kot Dakota
- Adrianne Palicki kot Dr. Samantha Lake

## Epizode
| Sezona | Sezona | Epizode | Original Serija  | Original Serija |
| Sezona | Sezona | Epizode | Premiera Sezone  | Finale sezone   |
| ------ | ------ | ------- | ---------------- | --------------- |
|        | 1      | 13      | 23. februar 2014 | 2014            |

### Sezona 1
| Št. | Naslov                   | Direktor je     | Napisal je      | Predvajano       | U.S. gledalci (milijoni) |
| --- | ------------------------ | --------------- | --------------- | ---------------- | ------------------------ |
| 1 | "Pilot"                  | Jon Favreau     | Jason Katims    | 22. februar 2014 | 8.26                     |
| Uspešen tekstopisec in diplomirani Will Freeman živi brezskrbno življenje kot "največji svobodnež". Njegov popoln svet se obrne na glavo, ko se neka mama Fiona in njen 11-letni sin Marcus preselita v sosesko in postaneta njegova soseda. |                          |                 |                 |                  |                          |
| 2 | "About Total Exuberance" | Todd Holland    | Jason Katims    | 4. marec 2014    | 8.36                     |
| Andy prepriča Willa, da popazi na Marcusa, medtem ko gre Fiona na intervju za novo službo. Vendar se vse obrne na glavo, ko Will dobi povabilo na zabavo, ki jo prireja Lil Jon. Medtem Fiona ugotovi, da iskrenost ni ravno najboljša stvar, ko se gre za službeni intervju. |                          |                 |                 |                  |                          |
| 3 | "About a Godfather"      | Michael Weaver  | David M. Israel | 11. marec 2014   | 7.48                     |
| Will potrebuje moški večer z Andyjem, vendar pojavijo se zapleti, zaradi česar je Will prisiljen vprašati Marcusa ali gre lahko z njim na bowling. Ko Andy nato lahko gre na "moški" večer namesto, k Will zavije v sosednjo hišo k Fioni kjer se ta dva dobro ujameta. Medtem, Andy in njegova žena Laurie neradi prosijo Willa ali bi lahko bil boter njunemu sinu Jonahu.                                 |                          |                 |                 |                  |                          |
| 4 | "About a Girl"           | Ken Whittingham | Mark Kunerth    | 18. marec 2014   | 7.61                     |
| Marcus vpraša Willa za nasvet kako naj prepriča Hannah, da ga povabi na njeno rojstnodnevno zabavo. Ko mu to ne uspe, se njegova mati Fiona odpravi do Hannie matere Joanne, ki je prav tako slučajno glavna v skupini sosedskih mater. |                          |                 |                 |                  |                          |
| 5 | "About a Plumber"        | Michael Weaver  | Sarah Watson    | 25. marec 2014   | 7.41                     |
| Ko začne Marcus govoriti in upati, da bosta Will in njegova mati Fiona začela hoditi na zmenke, se Will v vsakem primeru potrudi, da se to ne bi zgodilo ... Medtem Fiona dobi nasvet od Dakote kako priti nazaj v zmenkarsko sceno in si dobi zmenek z njenim vodovodarjem-z rezultati, ki jih ni pričakovala.                                                                                              |                          |                 |                 |                  |                          |
| 6 | "About a Bublé"          | Adam Davidson   | Cara DiPaolo    | 1. april 2014    | 7.17                     |
| Marcus obišče urgenco, kjer se Will sreča z dekletom svojih sanj. S tem ko Fiona začne delati v službi več ur, Marcus končno dobi svoj ključ za hišo, vendar hitro izgubi zaupanje njegove mame, ko se Marcus zabode z nožem in Will ga takoj odpelje na urgenco. Vendar Marcusova poškodba postane dobra za Willa, ko spozna očarljivo zdravnico Sam.                                                       |                          |                 |                 |                  |                          |
| 7 | "About a Poker Night"    | TBA             | TBA             | 8. april 2014    | 6.87                     |
| Fiona sama obravnava v Willovem pokru, ko gre Marcus prvič prespati k prijatelju. Will organizira poker večer za svoje prijatelje, vključno z Andyjem, Crosbyjem, TJ in Richardom, ampak dogodek se uniči, ko pride Fiona, ki se ujame s fanti in začne sama igrati poker. Medtem gre Marcus prespati k prijatelju, vendar težko zaspi in ugotovi, da drugi niso tako prijazni do njega kot je upal da bodo. |                          |                 |                 |                  |                          |
| 8 | "About a Slopmaster"     | TBA             | TBA             | 15. april 2014   | 6.99                     |
| 9 | "About a Kiss"           | TBA             | TBA             | 22. april 2014   | TBA                      |
| 10 | "About a Boy's Father"   | TBA             | Sarah Watson    | 29. april 2014   | TBA                      |
| 11 | "About a Birthday Party" | TBA             | TBA             | 6. maj 2014      | TBA                      |